# Tahtamukaji járás

A Tahtamukaji járás Adigeföldön

A Tahtamukaji járás (oroszul: Тахтамукайский район, adige nyelven Тэхъутэмыкъуае район) Oroszország egyik járása Adigeföldön. Székhelye Tahtamukaj.

## Népesség
- 1989-ben 64 928 lakosa volt, melyből 37 947 orosz (58,4%), 20 716 adige (31,9%), 2 003 ukrán, 981 örmény.
- 2002-ben 65 674 lakosa volt, melyből 35 935 orosz (54,7%), 22 812 adige (34,7%), 1 734 örmény, 1 165 ukrán, 45 kurd.
- 2010-ben 69 662 lakosa volt, melyből 38 257 orosz, 22 247 adige, 2 022 örmény, 782 ukrán, 606 koreai stb.